# Răduțești (okręg Ardżesz)
Răduțești – wieś w Rumunii, w okręgu Ardżesz, w gminie Ciomăgești. W 2011 roku liczyła 104 mieszkańców.